# Guabirá
Guabirá war eine selbständige Ortschaft im Departamento Santa Cruz im südamerikanischen Anden-Staat Bolivien.

## Lage im Nahraum
Mit Datum vom 15. Juni 1962 wurde im Municipio Montero in der Provinz Obispo Santistevan, wenige Kilometer nördlich der Stadt Montero, die Gemeinde „Villa Fátima“ gegründet, das heutige „Guabirá“, das heute weitgehend unter die Stadtverwaltung von Montero fällt und quasi ein Vorort der Stadt ist.
Guabirá liegt auf einer Höhe von 291 m am Nordrand von Montero und ist mehrfach von überregionaler Bedeutung:
- Guabirá (Villa Fátima) ist wichtiger Kreuzungspunkt innerhalb des Fernstraßennetz Boliviens, hier berühren sich die beiden west-östlich verlaufenden Fernstraßen Ruta 4 und Ruta 10.
- Guabirá ist seit 1953 Industriestandort der  Ingenio Azucarero „Guabirá“[1] und stellt einen wichtigen Teil der Zucker- und Alkohol-Produktion Boliviens.
- Guabirá[2] ist ein bolivianischer Fußballverein aus Montero, der gegenwärtig in der Santa Cruz Primera A spielt, einer der regionalen Zweitligen.

## Geographie
Guabirá liegt im tropischen Monsunklima vor dem Ostrand der Anden-Gebirgskette der Cordillera Oriental. Die Region war vor der Kolonisierung von halbimmergrünem Monsunwald bedeckt, ist heute aber größtenteils Kulturland.
Die mittlere Durchschnittstemperatur der Region liegt bei knapp 24 °C (siehe Klimadiagramm Warnes), die Monatswerte schwanken zwischen 20 °C im Juni/Juli und 26 °C von November bis Februar. Der Jahresniederschlag beträgt etwa 1300 mm, die Monatsniederschläge sind ergiebig und liegen zwischen 35 mm im August und 200 mm im Januar.

## Verkehrsnetz
Durch Guabirá verlaufen die überregionalen Nationalstraßen Ruta 4 und Ruta 10.
Die 1657 km lange Ruta 4 durchquert das Land in West-Ost-Richtung von der chilenischen Grenze im Departamento Oruro bis zur brasilianischen Grenze im Südzipfel des Departamentos Santa Cruz und verbindet die beiden Metropol-Regionen Cochabamba und Santa Cruz miteinander.
Die Ruta 10 hat eine Länge von 774 km und verläuft ebenfalls in west-östlicher Richtung, sie verbindet die Kolonisationsgebiete zwischen Río Piraí und Río Grande nördlich von Guabirá mit den Chiquitanía- und Pantanal-Regionen im östlichen Teil des Departamentos Santa Cruz.

## Bevölkerung
Guabirá (Villa Fátima) hatte bei der letzten Volkszählung von 2001 eine Einwohnerzahl von 1691 Einwohnern.